# Pokal Slovenije 2007/08
Der Pokal Slovenije 2007/08 war die 17. Austragung des slowenischen Fußballpokalwettbewerbs der Herren. Pokalsieger wurde Interblock Ljubljana, der sich im Finale gegen NK Maribor durchsetzte.
Durch den Sieg im Finale qualifizierte sich Interblock für die 1. Qualifikationsrunde im UEFA-Pokal 2008/09.

## Teilnehmer
| Nogometna Liga 2007/08 |
| ---------------------- |
| NK Domžale             |
| FC Koper               |
| ND Gorica              |
| NK Maribor             |
| Interblock Ljubljana   |
| NK Primorje            |
| NK Nafta Lendava       |
| NK MIK CM Celje        |
| NK Drava Ptuj          |
| NK Livar Ivanča Gorica |
| NK Bela krajina (A)    |

| Sieger des Regionalpokals | Sieger des Regionalpokals                  |
| ------------------------- | ------------------------------------------ |
| MNZ Celje                 | NK Dravinja, NK Krško                      |
| MNZ Koper                 | MNK Izola, NK Ankaran Hrvatini             |
| MNZG Kranj                | NK Šenčur, NK Triglav Kranj                |
| MNZ Lendava               | NK Črenšovci, NK Odranci                   |
| MNZ Ljubljana             | NK Olimpija Ljubljana, NK Zagorje, NK Ihan |
| MNZ Maribor               | NK Malečnik, NK Peca, NK Slivnica          |
| MNZ Murska Sobota         | NK Veržej, NK Čarda Martjanci              |
| MNZ Nova Gorica           | ND Adria, NK Tolmin                        |
| MNZ Ptuj                  | NK Stojnci, NK Bukovci                     |

## Modus
In den ersten beiden Runden spielten nur die Sieger des Regionalpokals gegeneinander. Die zehn Erstligisten sowie der Absteiger der Saison 2006/07 traten im Achtelfinale an.
Das Halbfinale wurde in Hin- und Rückspiel ausgetragen. In allen anderen Runden wurde der Sieger in einem Spiel ermittelt. Stand es nach der regulären Spielzeit von 90 Minuten unentschieden, kam es zur Verlängerung von zweimal 15 Minuten und falls danach immer noch kein Sieger feststand zum Elfmeterschießen.

## 1. Runde
Nachdem sich NK Ihan vor dem Wettbewerb zurückgezogen hatte, erhielt mit NK Od ranci ein Verein ein Freilos.
| Datum                 |                       | Ergebnis               |                     |
| --------------------- | --------------------- | ---------------------- | ------------------- |
| 21.08.2007, 16:30 Uhr | NK Bukovci            | 2:1                    | NK Veržej           |
| 22.08.2007, 16:30 Uhr | NK Stojnci            | 4:2                    | NK Slivnica         |
| 22.08.2007, 16:30 Uhr | NK Dravinja           | 4:2 n. V.              | NK Črenšovci        |
| 22.08.2007, 16:30 Uhr | NK Tolmin             | 2:2 n. V., (8:9 i. E.) | NK Ankaran Hrvatini |
| 22.08.2007, 16:30 Uhr | NK Triglav Kranj      | 5:0                    | NK Zagorje          |
| 22.08.2007, 16:30 Uhr | MNK Izola             | 4:1                    | NK Šenčur           |
| 22.08.2007, 16:30 Uhr | NK Malečnik           | 4:0                    | NK Čarda Martjanci  |
| 22.08.2007, 16:30 Uhr | NK Krško              | 9:1                    | NK Peca             |
| 22.08.2007, 20:00 Uhr | NK Olimpija Ljubljana | 5:2                    | ND Adria            |
|                       | NK Odranci            | Freilos                |                     |

## 2. Runde
| Datum                 |                     | Ergebnis  |                       |
| --------------------- | ------------------- | --------- | --------------------- |
| 05.09.2007, 16:00 Uhr | NK Krško            | 4:1       | NK Odranci            |
| 04.09.2007, 16:00 Uhr | NK Stojnci          | 1:4       | NK Dravinja           |
| 05.09.2007, 16:00 Uhr | NK Bukovci          | 0:5       | NK Malečnik           |
| 05.09.2007, 16:00 Uhr | NK Ankaran Hrvatini | 0:6       | NK Olimpija Ljubljana |
| 05.09.2007, 16:00 Uhr | NK Triglav Kranj    | 1:2 n. V. | MNK Izola             |

## Achtelfinale
| Datum                 |                        | Ergebnis              |                       |
| --------------------- | ---------------------- | --------------------- | --------------------- |
| 19.09.2007, 15:00 Uhr | NK Krško               | 1:3 n. V.             | NK Nafta Lendava      |
| 19.09.2007, 15:00 Uhr | NK Livar Ivanča Gorica | 1:4                   | FC Koper              |
| 19.09.2007, 15:00 Uhr | NK Drava Ptuj          | 0:1                   | NK Olimpija Ljubljana |
| 19.09.2007, 15:00 Uhr | NK Bela krajina        | 3:1                   | ND Gorica             |
| 19.09.2007, 15:00 Uhr | NK Maribor             | 4:1                   | NK Dravinja           |
| 19.09.2007, 15:00 Uhr | Interblock Ljubljana   | 2:2n. V., (5:4 i. E.) | NK Primorje           |
| 19.09.2007, 18:00 Uhr | NK MIK CM Celje        | 6:1                   | MNK Izola             |
| 19.09.2007, 18:00 Uhr | NK Domžale             | 7:1                   | NK Malečnik           |

## Viertelfinale
| Datum                 |                      | Ergebnis |                       |
| --------------------- | -------------------- | -------- | --------------------- |
| 15.08.2007, 14:00 Uhr | Interblock Ljubljana | 3:1      | NK Nafta Lendava      |
| 15.08.2007, 14:00 Uhr | NK Bela krajina      | 0:1      | FC Koper              |
| 15.08.2007, 14:00 Uhr | NK Maribor           | 3:1      | NK Olimpija Ljubljana |
| 15.08.2007, 18:00 Uhr | NK Domžale           | 3:1      | NK MIK CM Celje       |

## Halbfinale
Die Hinspiele fanden am 16. April 2008 statt, die Rückspiele am 30. April 2008.
|                      | Gesamt |            | Hinspiel | Rückspiel |
| -------------------- | ------ | ---------- | -------- | --------- |
| Interblock Ljubljana | 5:3    | FC Koper   | 2:1      | 3:2       |
| NK Maribor           | 2:1    | NK Domžale | 1:0      | 1:1       |

## Finale
| Paarung              | Interblock Ljubljana – NK Maribor |
| Ergebnis             | 2:1 (1:0) |
| Datum                | 13. Mai 2008 um 20:00 Uhr |
| Stadion              | Arena Petrol, Celje |
| Zuschauer            | 5.400 |
| Schiedsrichter       | Damir Skomina |
| Tore                 | 1:0 Ermin Raković (31.) 1:1 Marko Popović (52.) 2:1 Ermin Raković (71.) |
| Interblock Ljubljana | Matjaž Rozman – Suvad Grabus, Dejan Gerić, Ermin Raković (76. Aleksandar Rodić), Martin Pregelj (65. Enes Rujović) – Rok Elsner, Ivan Jolić (89. Janez Zavrl), Zoran Zeljković, Darijan Matić – Erik Salkić, Dejan Grabić Cheftrainer: Dragan Skočić |
| NK Maribor           | Marko Pridigar – Dejan Mezga, Suad Fileković (47. Armin Bačinović), Dalibor Volaš, Zoran Pavlović – Marko Popović, Lubomir Kubica, Dejan Školnik, Fernandes Cardoso – Marcos Tavares, Rene Mihelič (75. Dragan Jelić) Cheftrainer: Branko Horjak     |
| Gelbe Karten         | Dejan Grabić, Suvad Grabus, Ivan Jolić, Darijan Matić, Matjaž Rozman – Zoran Pavlović, Armin Bačinović, Fernandes Cardoso |